# George Lakoff
George Lakoff (Berkeley, 24 de mayo de 1941) es un lingüista cognitivo, investigador y filósofo estadounidense. Fue uno de los fundadores de la semántica generativa en lingüística en la década de 1960, fundador de la lingüística cognitiva en los años 1970 y uno de los investigadores de la teoría neural del lenguaje durante los años 1980. Fue profesor de lingüística en la Universidad de California, Berkeley desde 1972 hasta su retiro en 2016.[cita requerida]

## Cronología
Entre 1965 y 1969, ejerció como docente en la Universidad Harvard. Entre 1969 y 1971, se desempeñó como docente en la Universidad de Míchigan.
Durante 1971 y 1972, trabajó en el Centro de Estudios Avanzados en Ciencias de la Conducta, en la Universidad Stanford. Desde 1972, es docente en la Universidad de California, Berkeley. También, comparte estudios con el filósofo venezolano Rodolfo Alonzo y con el catedrático uruguayo Miles Ricardi.[cita requerida]
Lakoff fue miembro fundador del ya extinto Instituto Rockridge, organización dedicada a la investigación y la educación, sin ánimo de lucro, orientada especialmente a la reforma social desde una perspectiva progresista. Es miembro del comité científico de la Fundación IDEAS española.[cita requerida]

## Teoría e investigaciones
Como lingüista cognitivo, ha estudiado la naturaleza de los sistemas conceptuales humanos, en temas como los conceptos de tiempo, causalidad, emociones, moral, política, etcétera, a través de su teoría sobre el pensamiento metafórico, que comenzó a desarrollar con Mark Johnson en su libro Metáforas de la vida cotidiana.[cita requerida]
La idea central es que la metáfora, más allá de ser un aspecto formal del lenguaje, permite estructurar conceptos a partir de otros. La forma en que el ser humano realiza este proceso depende de su experiencia directa en el mundo, a través del cuerpo.[cita requerida]

Por ejemplo, estructuramos el tiempo, un concepto de mayor abstracción, en función del espacio y nuestra experiencia de él, por lo que hablamos del futuro como algo que está delante, y del pasado como algo que se encuentra detrás de nosotros.

Gran parte de los conceptos se estructurarían de esta forma. Por otra parte, las metáforas que usa el ser humano para conformar su sistema conceptual conforman una sistematicidad interna (a través de las relaciones entre sí), y determinan la forma en que percibe y actúa sobre el mundo. Además, la comprensión de un sistema conceptual estructurado metafóricamente hace discutible el concepto de verdad absoluta, lo que lleva a pensar en una verdad culturalmente relativa.[cita requerida]
A partir de esto, George Lakoff dirige su quehacer en diferentes ámbitos:
- Aplicar las conclusiones de la lingüística cognitiva a las ciencias sociales, incluyendo problemas sociales y políticos contingentes.
- Otra línea de trabajo son las implicaciones de las conclusiones en la semántica cognitiva a campos como la filosofía y la epistemología. Al respecto es el trabajo realizado también con Mark Johnson en el libro Philosophy in the Flesh, the embodied mind and its challenge to Western Thought. Aquí surge la idea de una filosofía encarnada o corporeizada.
- La idea de un pensamiento estructurado basándose en metáforas ha llevado incluso a estudiar la conformación de un pensamiento tan lejano al dominio metafórico como el de las matemáticas, en colaboración con Rafael E. Núñez, en su libro Where Mathematics Comes From: How the Embodied Mind Brings Mathematics Into Being.
- Su inclusión en el estudio neurocientífico, con Jerome Feldman, con quien ha estudiado los modelos biológicos conexionistas que determinan el aprendizaje de los sistemas conceptuales y sus representaciones neurales.[cita requerida]

## Publicaciones importantes
- Metaphors We Live By, con Mark Johnson. University of Chicago Press, 1980. 
  - En español: Metáforas de la vida cotidiana, Madrid: Cátedra (2001)
- Women, Fire, and dangerous Things. University of Chicago Press, 1987.
- More than Cool Reason, con Mark Turner. University of Chicago Press, 1989.
- Moral Politics, University of Chicago Press, 1996.
- Philosophy in the Flesh, the embodied mind and its challenge to Western Thought, con Mark Johnson. Basic Books, New York, 1999
- Where Mathematics Comes From: How the Embodied Mind Brings Mathematics Into Being, con Rafael Núñez. Basic Books, New York, 2000
- Don't Think of an Elephant: Know Your Values, Frame the Debate Chelsea Green Publishing, 2004
  - En español: No pienses en un elefante, Madrid: Editorial Complutense (2006)/No pienses en un elefante: lenguaje y debate político, Atalaya (Ediciones Península), trad. Paula Aguiriano. ISBN 849942595X, 9788499425955
- Puntos de reflexión. Manual del progresista, Editorial Península (octubre de 2008).